# Ludwig Giesebrecht
Heinrich Ludwig Theodor Giesebrecht, född 5 juli 1792 i Mirow, död 18 mars 1873 i Jasenitz, var en tysk diktare och historiker; farbror till Wilhelm von Giesebrecht.
Giesebrecht var i femtio år lärare vid gymnasiet i Stettin och 1848 ledamot av Frankfurtparlamentet. Hans Wendische Geschichten ans den Jahren 780-1182 (1841-43) utgör en viktig källa för historien om nordöstra Tysklands omvändelse till kristendomen. Åren 1860-65 utgav han tidskriften "Damaris", i vilken han publicerade uppsatser i religionsfilosofi, historia, litteratur och konst. Ett häfte Gedichte utkom 1836 (ny upplaga 1867).